# 2023年5月莫斯科無人機襲擊
莫斯科時間2023年5月30日，烏克蘭持續遭受入侵期間，俄羅斯首都莫斯科遭受了數次無人機襲擊。至少有8架不明來歷的無人機參與了這些攻擊。其中5架無人機被空中導彈擊落，另外3架則被電子戰系統壓制。俄羅斯將此襲擊歸咎於烏克蘭所為。

## 背景
在2022年9月，烏克蘭武裝部隊總司令瓦列里·扎盧日內發表了一篇關於2023年烏克蘭軍隊前景的文章，他在其中提到俄羅斯在遠程武器裝備方面的優勢。據《BBC俄語新聞》認為，在這篇文章中，扎盧日內預示了對俄羅斯後方的打擊：「問題正是由於物理距離限制而令到有罪不罰。這是對手真正的重心所在。我們不可以無視這一點。」
從2023年5月初開始，烏克蘭首都基輔遭受俄羅斯17次襲擊。在5月30日無人機襲擊莫斯科時，基輔已經連續三天遭受俄羅斯大規模襲擊。5月29日，烏克蘭國防部情報總局局長基里爾·布達諾夫在評論俄羅斯對基輔的又一次襲擊時，表示：「所有那些試圖威嚇我們、妄想這將帶來某種效果的人，你們很快就會為此後悔。我們的回應不會讓你們等待太久。很快大家都會見證一切。」同一天，基輔市長維塔利·克利奇科表示：「如果俄羅斯人能夠擾亂基輔，為什麼莫斯科的居民能夠『安然無憂』？」
2023年5月3日，2架無人機在莫斯科克里姆林宮上空被擊落，俄羅斯聲稱這是烏克蘭發動的襲擊。

## 襲擊
發佈到社交媒體上的影片顯示，1架無人機在莫斯科郊外的田野中爆炸，其他無人機則飛越莫斯科西南部富人區魯布廖夫卡的房屋。莫斯科市長謝爾蓋·索比亞寧表示，無人機撞向居民樓後，兩人受輕傷。俄羅斯國防部長謝爾蓋·紹伊古聲稱，烏克蘭使用了8架無人機，但沒有一架無人機擊中目標 。3棟住宅樓的一些窗戶因襲擊而破碎。
防空系统在莫斯科周邊的奧金佐沃區、伊斯特拉區、克拉斯諾戈爾斯克區以及盧布列沃村附近與無人機作戰。
俄羅斯國防部表示，有8架無人機參與了此次襲擊，其中5架被包括鎧甲-S防空系統在內的防空系統擊落，3架被電子戰系統壓制。《BBC俄語新聞》指出這一說法缺乏獨立查證，但指出3架無人機擊中住宅樓的報導可以用電子戰來解釋，故導致無人機失去高度並撞向建築物。
另據Telegram頻道《Baza》稱，襲擊涉及約25架無人機，其中大部分在伊斯特拉、克拉斯諾戈爾斯克和奧金佐沃地區被擊落。
據《Current Time》電視頻道消息，據稱在克拉斯諾戈爾斯克市區的伊林斯科村拍攝到的一架無人機在豪華社區朱科夫卡-21附近爆炸，該社區居著俄羅斯商人阿爾卡季·羅滕貝格和鮑里斯·羅滕伯格、俄羅斯政治人物亞歷山大·赫洛波寧和傳媒人物亞歷山大·馬斯利亞科夫等人。

## 分析
被用於空中攻擊的無人機型號尚未確定。在一些影片中，拍攝到了一架採用「鴨式」設計的無人機（帶有位於後方的提升翼）。還有一個採用經典飛機佈局的物體之飛行過程也被記錄下來，但《BBC俄語新聞》指出，截至2023年5月30日，尚不清楚這是無人機還是輕型飛機。在其中一所受損的房屋中，發現了一個未加工的蘇製累進式裝藥KZ-6，它被用作無人機的戰鬥部件。該裝藥並非用於航空領域。據《BBC》報導，這些被拍攝到的無人機是由偵察無人機改裝而來。該報導指出，在這起事件發生之前，烏克蘭博主伊戈爾·拉琴（Игорь Лачен）一直在籌集資金用於攻擊的「海狸」自殺無人機，它外觀上類似於襲擊莫斯科的「鴨式」無人機。
目前尚未確定無人機的發射地點。根據《BBC》的報導，雖然在這次襲擊之前就有無人機在俄羅斯領土上進行匿蹤飛行的事件，但目前尚不清楚從烏克蘭領土發射的無人機如何避免被偵測。同時，從俄羅斯領土發射無人機也面臨著運輸和需要大面積發射場地的困難。

## 反應

### 俄羅斯
俄羅斯總統發言人德米特里·佩斯科夫將這次襲擊歸咎於烏克蘭。俄羅斯國防部長謝爾蓋·紹伊古稱這次襲擊是「基輔政權針對平民目標的恐怖主義行為」。俄羅斯總統弗拉基米爾·普京表示，烏克蘭的襲擊是對位於基輔的烏克蘭國防部情報總局總部遭到襲擊的報復。烏克蘭方面否認襲擊，稱所有導彈都被擊落。普京說，烏克蘭決定恐嚇俄羅斯公民，但沒有評論俄羅斯軍隊使用導彈和無人機襲擊烏克蘭城市。據他說，防空系統工作「正常」，但還有一些工作要做。
俄羅斯聯邦偵查委員會根據恐怖行動的法律立案刑事調查。
根據《BBC俄語新聞》報導，俄羅斯官方和媒體的反應主要是為了減少民眾的恐慌。《排板》（Верстка）雜誌上的一些議員評論被認為符合克里姆林宮對於官媒的指示。這些指示在網絡媒體《Meduza》上披露，指示建議報導將重點放在烏克蘭襲擊旨在打擊俄羅斯人「心理」，而居民則表現出「冷靜和堅忍」應對。唯一一位政府代表公開無人機墜落在莫斯科的地點，是國家杜馬議員亞歷山大·欣施泰因（Алекса́ндр Хинште́йн）。根據《Meduza》的報導，克里姆林宮的媒體指示中指出，只能以負面方式引用欣施泰因的言論。

### 烏克蘭
烏克蘭官方未對此事發表正式評論。然而，烏克蘭總統辦公室顧問米哈伊爾·波多利亞克表示：「非常重要的是要理解。你知道，我們正在進入人工智能時代。可能並非所有的無人機都想攻擊烏克蘭，它們可能希望返回它們的製造者那裡，並適當地提出問題：『為什麼你們讓我們攻擊烏克蘭的孩子？為什麼攻擊基輔？』」